# Bounce (canción de Raven-Symoné)
"Bounce" (en español Lánzate) es una canción de la cantante estadounidense Raven-Symoné, perteneciente a su segundo álbum de estudio, Undeniable.

## Información
La canción fue escrita y producida por Jerome "Rome" Jefferson.
La canción también aparece en el relanzamiento de Undeniable en el 2006, titulado From Then Until..., bajo el sello discográfico de TMG Records.
Aunque la canción no fue un sencillo, logró posicionarse en las listas de Billboard.

## Charts
| Chart (1999)                         | Posición |
| ------------------------------------ | -------- |
| U.S. Billboard Hot 100               | 30       |
| U.S. Billboard Hot R&B/Hip-Hop Songs | 10       |